# Ансизан
Ансиза́н (фр. и окс. Ancizan) — коммуна во Франции, находится в регионе Юг — Пиренеи. Департамент — Верхние Пиренеи. Входит в состав кантона Арро. Округ коммуны — Баньер-де-Бигор.
Код INSEE коммуны — 65006.

## География

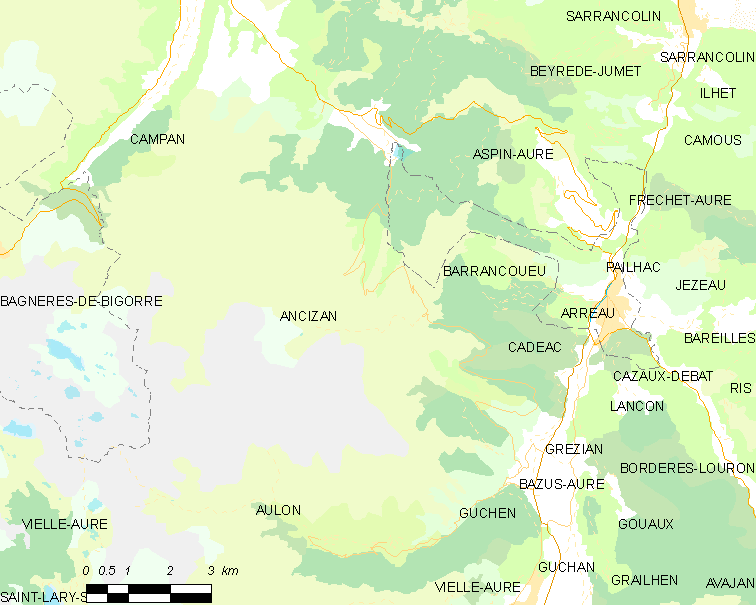
Карта коммуны

Коммуна расположена приблизительно в 690 км к югу от Парижа, в 125 км юго-западнее Тулузы, в 50 км к юго-востоку от Тарба.
На востоке коммуны протекает река Нест.

## Климат
Климат умеренно-океанический с солнечной тёплой погодой и обильными осадками на протяжении практически всего года.

## Население
Население коммуны на 2010 год составляло 312 человек.
| 1962 | 1968 | 1975 | 1982 | 1990 | 1999 | 2010 |
| ---- | ---- | ---- | ---- | ---- | ---- | ---- |
| 257  | 271  | 239  | 232  | 233  | 255  | 312  |

## Администрация
| Период | Период | Фамилия      | Партия | Примечания |
| ------ | ------ | ------------ | ------ | ---------- |
| 1968   | 1989   | Шарль Рибате |        |            |
| 1989   | 1995   | Робер Гуж    |        |            |
| 1995   | 2014   | Эмиль Рибате |        |            |
| 2014   | 2020   | Жан-Клод Тре |        |            |

## Экономика
В 2010 году среди 197 человек трудоспособного возраста (15-64 лет) 162 были экономически активными, 35 — неактивными (показатель активности — 82,2 %, в 1999 году было 65,6 %). Из 162 активных жителей работали 150 человек (80 мужчин и 70 женщин), безработных было 12 (6 мужчин и 6 женщин). Среди 35 неактивных 7 человек были учениками или студентами, 17 — пенсионерами, 11 были неактивными по другим причинам.

## Достопримечательности
- Церковь Св. Власия (1855 год)[4]
- Часовня Св. Иоанна Крестителя (XII век)[5]
- Особняк Устале (XVI век). Исторический памятник с 1978 года[6]
- Музей долины Ор[фр.][7]

## Фотогалерея

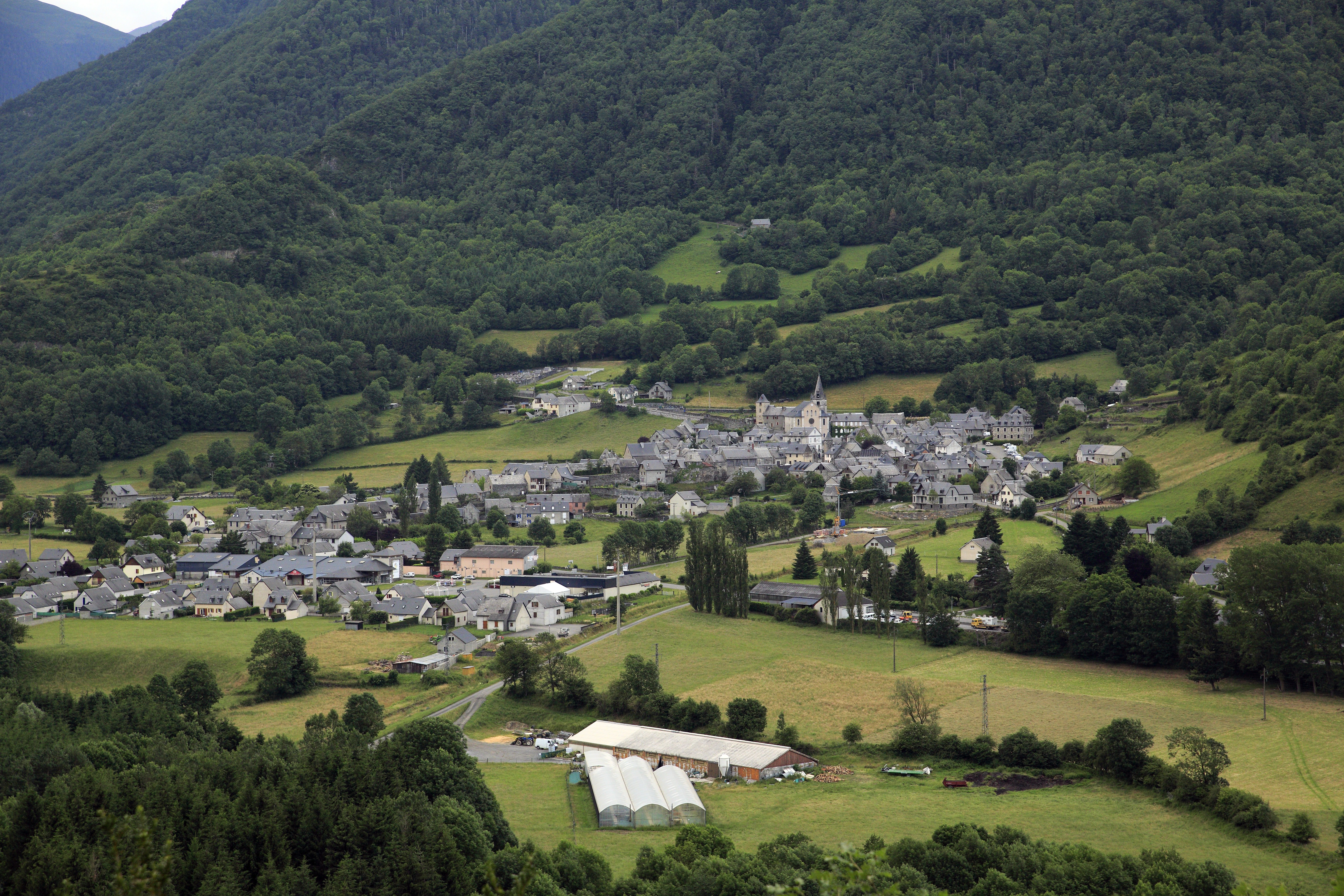
Ансизан
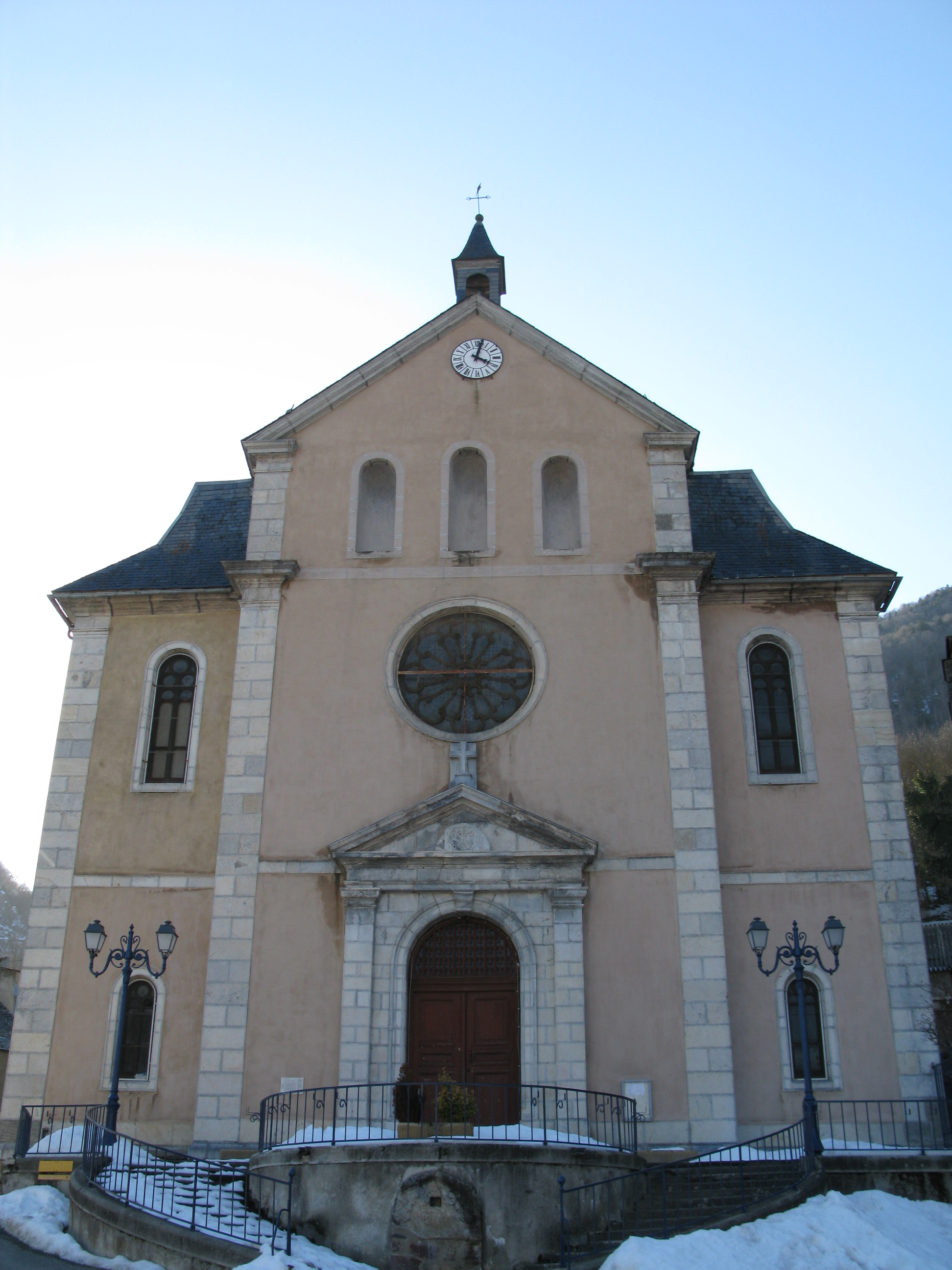
Церковь Св. Власия
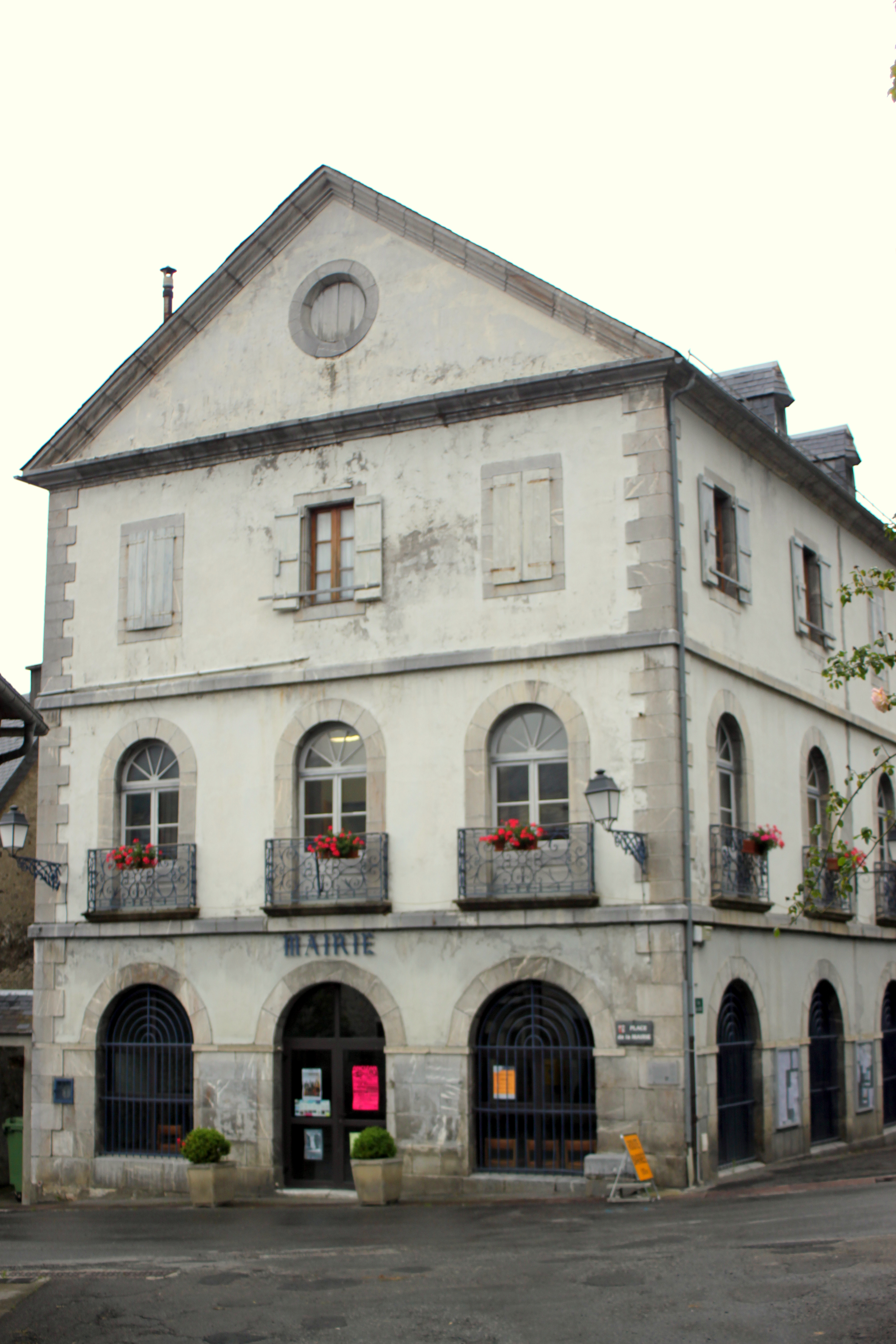
Мэрия
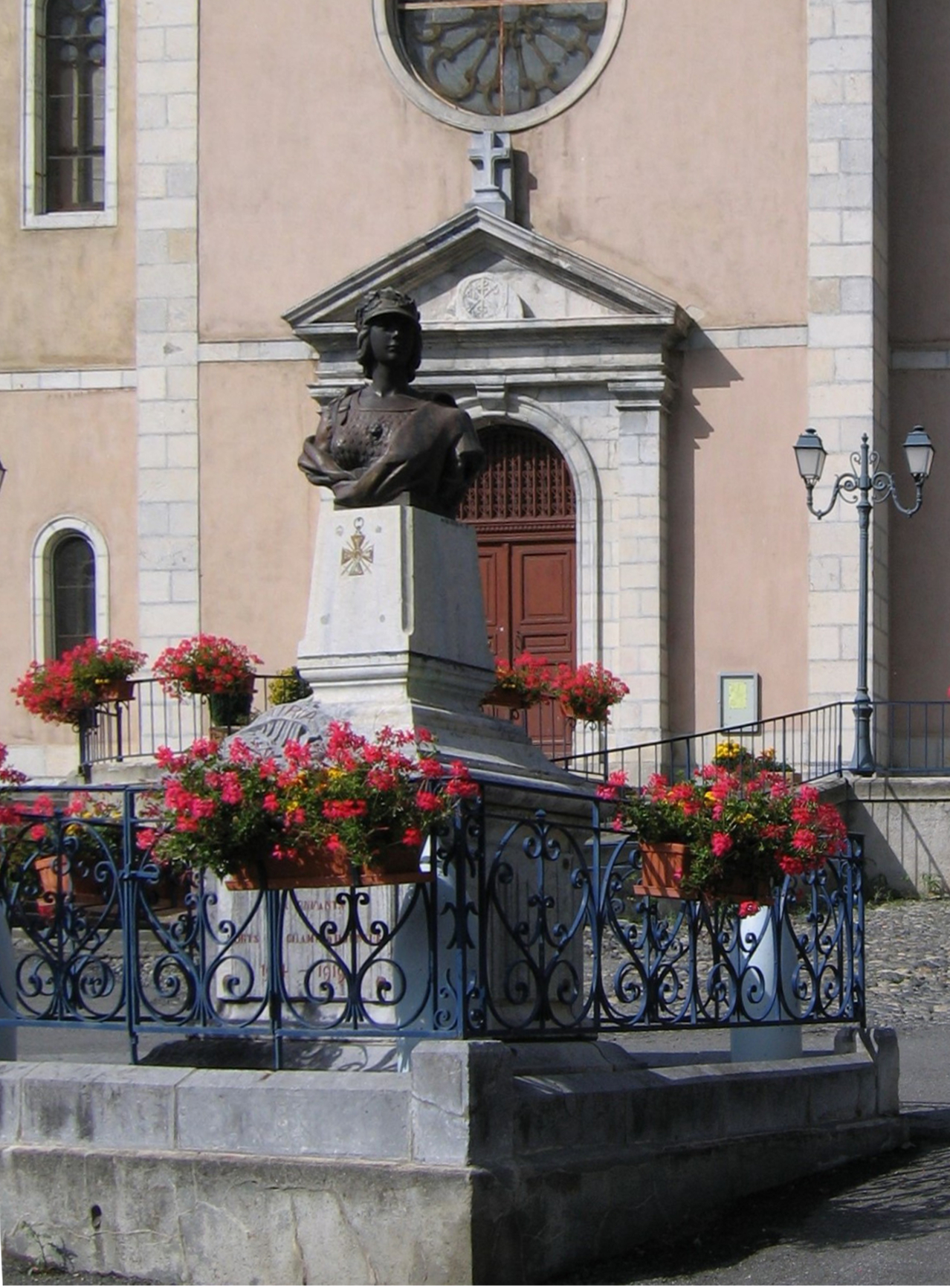
Военный мемориал
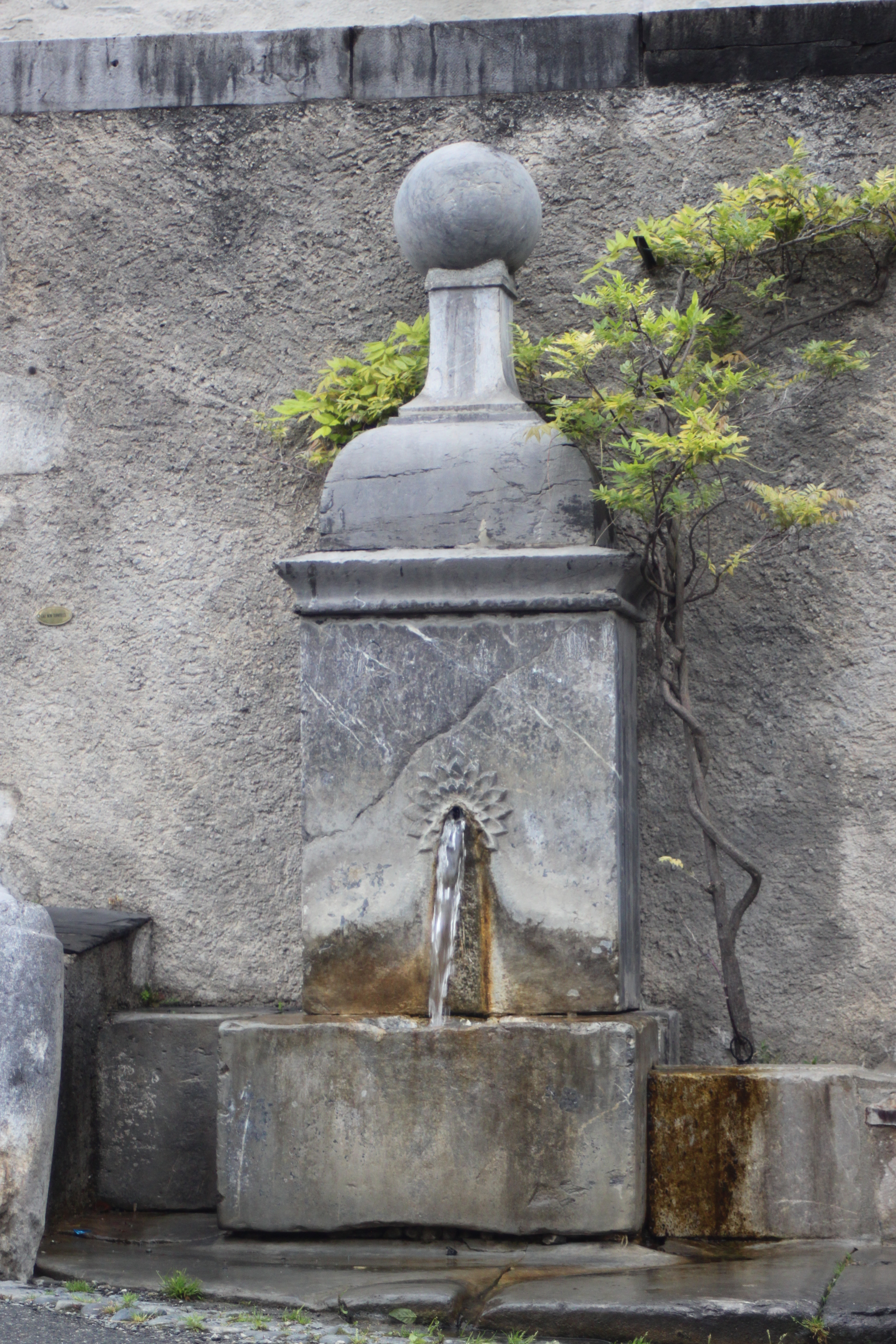
Фонтан
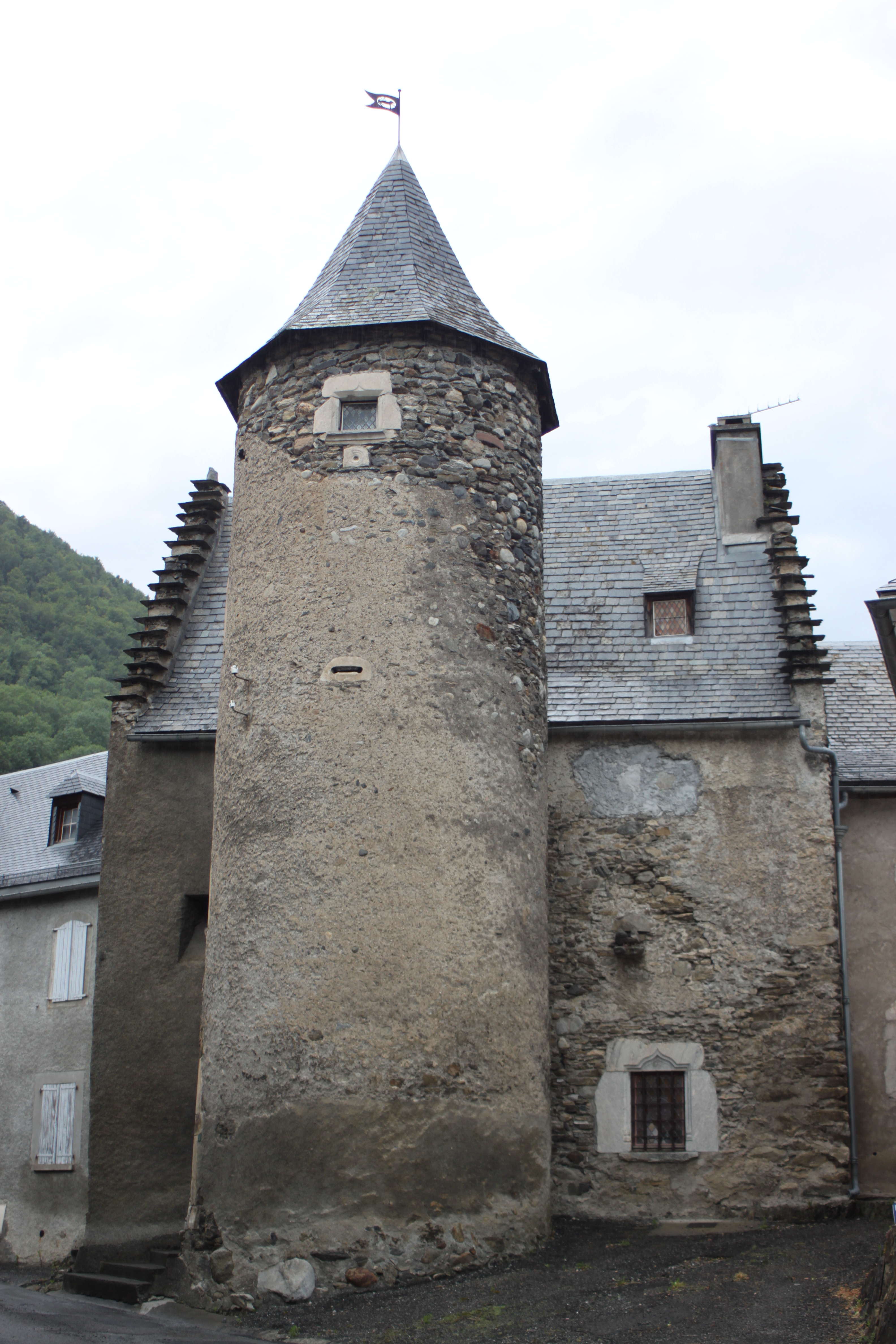
Особняк Касте
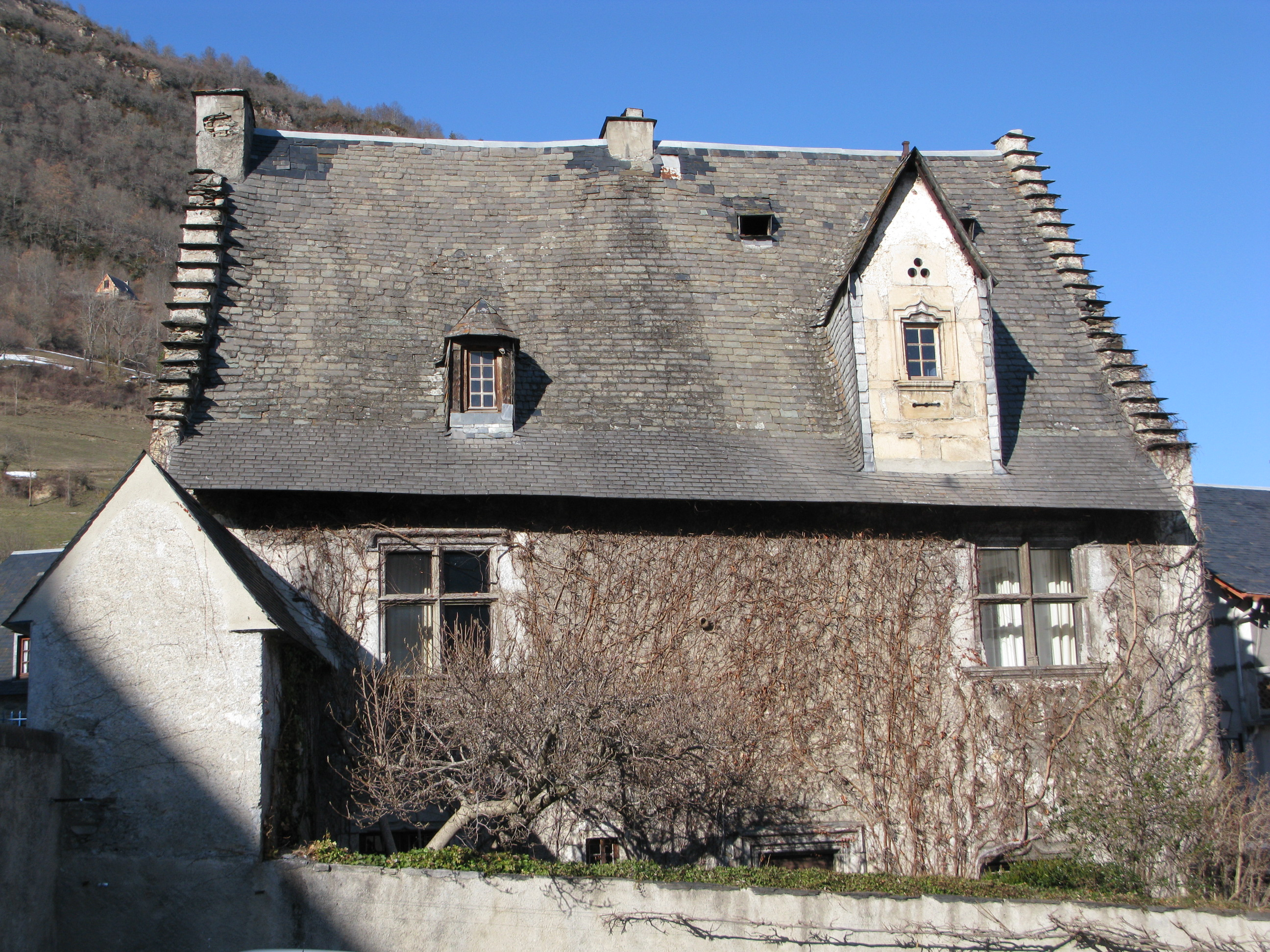
Особняк Устале